# Адміністративний ресурс
Адміністративний ресурс — це можливість використання політичними силами, партіями і кандидатами на виборах їх політичного становища або зв'язків з урядовими установами з метою впливу на результати виборів. Під час проведення виборів адміністративний ресурс може бути як протиправний, так і маніпулятивний. В Україні одним із широко використовуваних видів недобросовісної конкуренції є використання адміністративного ресурсу в бізнесі. Цим евфемізмом іменують отримання адміністрацією, різними представниками держави хабарів в явному і неявному вигляді в обмін на різного роду преференції. Як правило, слово «корупція» і «хабарництво» замінюють поняттям «адміністративний ресурс» у разі можливості позову за наклеп або досить високого становища критикованої особи.

## Виникнення поняття
Вперше термін вжито 9 серпня 1995 Дмитром Ольшанським, директором Центру стратегічного аналізу і прогнозу . Перед виборами в Державну думу він представив журналістам рейтинг партій, серед врахованих параметрів там згадувався «показник адміністративного ресурсу».
Цей термін часто використовується в Росії та інших республіках колишнього СРСР, через те, що використовується він широко і повсюдно і часто обговорюється в суспільстві та ЗМІ. У цих країнах адміністративний ресурс є вирішальним чинником на багатьох виборах. Подібним чином, так чи інакше, цей засіб використовується по всьому світу, не виключаючи і країни, що традиційно вважаються демократичними.
Справді, поняття адміністративного ресурсу з'явилося ще раніше на Заході. Теорія соціального вибору (англ. Public Choice Theory) аналізує економіку бюрократії та формування адміністративного ресурсу. Таким чином, в загальнішому сенсі адміністративний ресурс — це можливості та засоби, які використовує бюрократія для обслуговування інших цілей, а не тих, для яких ці кошти та можливості призначені.

## Використання адміністративного ресурсу на виборах
Адміністративний ресурс є тільки одним з чинників, що визначають результати виборів, які залежать також від ідеології партії чи кандидата і використовуваних політичних технологій (PR, політичні кампанії та ін.).
Основні способи використання адміністративного ресурсу на виборах:
- Мобілізація організаційних і фінансових ресурсів. Влада може чинити тиск на підприємців з метою фінансування деяких «обраних» кандидатів і партій.
- Виборче тлумачення і застосування законів для підтримки деяких кандидатів шляхом перешкоджання опонентам. Владою можуть практикуватися часті податкові перевірки, обшуки і арешти як самих кандидатів, так і підприємців, які надають їм фінансову підтримку (пор. «справа Ходорковського»), може чинитися тиск на судову систему.
- Влада може змусити переглянути результати виборів, якщо переможе кандидат-противник; можна також виключати з голосування групи людей, які можуть проголосувати проти підтримуваних урядом кандидатів.
- У хід можуть бути пущені контрольовані урядом організації, такі як армія, в'язниці, лікарні, школи тощо — вони можуть бути залучені для збору підписів та ін. З їх допомогою можна чинити тиск на виборців (включаючи самих співробітників цих організацій).
- Перерозподіл бюджетних коштів. Влада може підкупити електорат побічно: виплачуючи борги по зарплаті та пенсії, індексуючи зарплати й пенсії перед виборами, тощо. Федеральна влада може контролювати уряди регіонів виділенням цим регіонам додаткових коштів.
- Контроль над засобами масової інформації. Глави держав або регіонів можуть отримувати безкоштовний ефірний час, наказувати ЗМІ ті чи інші теми новин, з'являючись в ефірі, таким чином, частіше за інших учасників виборів і обходячи обмеження на час передвиборчої реклами в ЗМІ, накладені законом на всіх кандидатів. Цей метод був широко використаний в президентських виборах в Росії 2004 року.
- Фальсифікація підсумків голосування. Можуть використовуватися бюлетені від імені громадян, що не голосували, знищуватися бюлетені з голосами за опонентів, бюлетені можуть замінюватися. Також владою може контролюватися персонал, що виробляє підрахунок голосів, і можуть не допускатися на вибори незалежні спостерігачі.